# 纽约市立大学诺贝尔奖得主列表

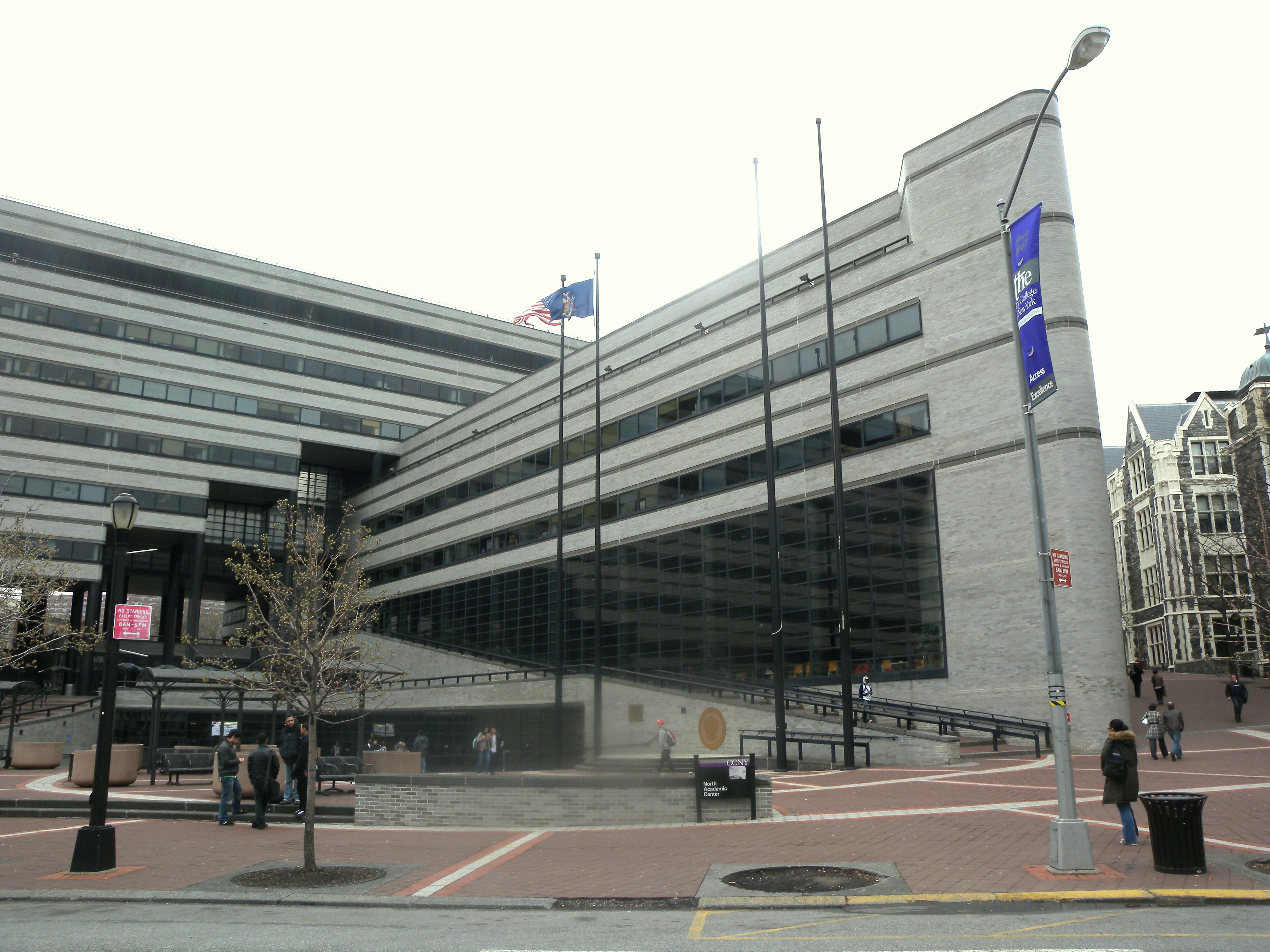
一共有13位诺贝尔奖和主和纽约市立大学存在某种程度的关联。图为纽约市立学院的北方学术中心，该学院是纽约市立大学的一所高级学院。

诺贝尔奖由瑞典皇家科学院、瑞典学院、卡罗琳学院和挪威诺贝尔委员会每年颁发一次，分别授予在化学、物理学、文学、和平、生理学或医学和经济学领域作出杰出贡献的人士。除经济学奖外，其他五个奖项都是于1895年根据阿尔弗雷德·诺贝尔的遗嘱设立，这五个奖项也就都是由诺贝尔基金会进行管理。诺贝尔经济学奖又名“瑞典国家银行纪念阿尔弗雷德·诺贝尔经济学奖”，由瑞典中央銀行于1968年设立，旨在奖励在经济学领域作出杰出贡献的人士。每个奖都是由独立的委员会颁发，瑞典皇家科学院颁奖物理学、化学和经济学奖，瑞典学院颁奖文学奖，卡罗琳学院颁奖生理学或医学奖，挪威诺贝尔委员会颁奖和平奖。每位获奖者都将获得一枚奖牌，一份证书以及不同数额的奖金。1901年，首批诺贝尔奖获得者拿到了15万零782瑞典克朗的奖金，相当于2007年12月的773万1004瑞典克朗。2008年，获奖者的奖金数额为一千万瑞典克朗。除和平奖是在奥斯陆颁发外，另外五个奖都是在斯德哥尔摩举行的仪式上颁发，颁奖日期为每年的12月10日，这天是诺贝尔的忌日。
截至2015年，共有13位诺贝尔奖得主与纽约市立大学存在某种程度的关联，根据该校的定义，这些人只包括曾在其高级学院就读的校友。于1959年获诺贝尔生理学或医学奖的阿瑟·科恩伯格曾就读纽约市立学院并在1937年毕业，该校是纽约市立大学的高级学院，而科恩伯格也就成为与大学关联的首位诺贝尔奖得主。与科恩伯格一样于1937年从市立学院毕业的赫伯特·豪普特曼和杰尔姆·卡尔在1985年一起获得诺贝尔化学奖，是该校仅有的两位分享同一奖项的校友，也是仅有的化学奖得主。有6位纽约市立大学校友赢得过诺贝尔生理学和医学奖，在数量上超过其他任何奖项。10位校友毕业于市立学院，罗莎琳·苏斯曼·雅洛和格特魯德·B·埃利恩则毕业于市立大学的另一所高级院校亨特学院，还有一位获奖者斯坦利·科恩于1943年从布鲁克林学院毕业，这也是市立大学下辖的高级学院。

## 获奖者
| 年份 | 形象 | 得主                                                                | 关系               | 奖项         | 获奖原因                                                                       |
| ---- | ---- | ------------------------------------------------------------------- | ------------------ | ------------ | ------------------------------------------------------------------------------ |
| 1959 |      | 阿瑟·科恩伯格 （与塞韦罗·奥乔亚一起获奖）                           | 市立学院1937届     | 生理学或医学 | “发现核糖核酸和脱氧核糖核酸的生物合成机制”。                                   |
| 1961 |      | 罗伯特·霍夫施塔特 （与鲁道夫·穆斯堡尔一起获奖）                     | 市立学院1935届     | 物理学       | “奖励他对原子核中电子散射的先驱性研究，以及因此达成有关核子结构的研究发现”。   |
| 1970 |      | 朱利叶斯·阿克塞尔罗德 （与伯纳德·卡茨和乌尔夫·冯·奥伊勒一起获奖）   | 市立学院1933届     | 生理学或医学 | “发现神经末梢中的体液性传递物质及其贮存、释放和抑制机理”。                     |
| 1972 |      | 肯尼斯·约瑟夫·阿罗 （与约翰·希克斯一起获奖）                        | 市立学院1940届     | 经济学       | “他们深入研究了经济均衡理论和福利理论”。                                       |
| 1977 |      | 罗莎琳·萨斯曼·耶洛 （与罗歇·吉耶曼和安德鲁·沙利一起获奖）           | 亨特学院1941届     | 生理学或医学 | “开发肽类激素的放射免疫分析法”。                                               |
| 1978 |      | 阿诺·彭齐亚斯 （与彼得·列昂尼多维奇·卡皮察和罗伯特·威尔逊一起获奖） | 市立学院1954届     | 物理学       | “发现宇宙微波背景辐射”。                                                       |
| 1985 |      | 赫伯特·豪普特曼 （与杰尔姆·卡尔一起获奖）                           | 市立学院1937届     | 化学         | “在发展测定晶体结构的直接法上的杰出成就”。                                     |
| 1985 |      | 杰尔姆·卡尔 （与赫伯特·豪普特曼一起获奖）                           | 市立学院1937届     | 化学         | “在发展测定晶体结构的直接法上的杰出成就”。                                     |
| 1986 |      | 斯坦利·科恩 （与丽塔·列维-蒙塔尔奇尼一起获奖）                      | 布鲁克林学院1943届 | 生理学或医学 | “发现生长因子”。                                                               |
| 1988 |      | 格特魯德·B·埃利恩 （与詹姆士·W·布拉克和喬治·H·希欽斯一起获奖）      | 亨特学院1937届     | 生理学或医学 | “发现药物治疗的重要原理”。                                                     |
| 1988 |      | 利昂·萊德曼 （与梅尔文·施瓦茨和杰克·施泰因贝格尔一起获奖）          | 市立学院1943届     | 物理学       | “中微子束方式，以及通过发现{\displaystyle \mu }子中微子证明了轻子的对偶结构”。 |
| 2005 |      | 罗伯特·约翰·奥曼 （与托马斯·克罗姆比·谢林一起获奖）                 | 市立学院1950届     | 经济学       | “通过博弈论分析促进了对冲突与合作的理解”。                                     |
| 2014 |      | 约翰·奥基夫 （与爱德华·莫泽和迈-布里特·莫泽一起获奖）               | 市立学院1963届     | 生理学或医学 | “发现构成大脑定位系统的细胞。”                                                 |